# 이다일
이다일(1984년 1월 16일 ~ )은 대한민국의 배우이다.

## 영화
- 2003년 : 《살인의 추억》- 한신대생 역
- 2008년 : 《뜨거운 것이 좋아》- 극단 단원들 역
- 2011년 : 《퀵》- 명동배달부 역
- 2013년 : 《용의자》- 북진회 역
- 2015년 : 《암살》- 강인국 역 (천만영화)
- 2016년 : 《고산자 대동여지도》- 장정 2역
- 2019년 : 《말모이》- 제주 역
- 2019년 : 《아내를 죽였다》- 선글라스 남자 역
- 2021년 : 《언프레임드》- 버스 백수건달 역
- 2022년 : 《범죄도시 2》- 이종두 역 (천만영화)
- 2025년 : 《거룩한 밤: 데몬 헌터스》